# Роккос Хойдас
Рокос Хойдас (грец. Ρόκκος Χοϊδάς 1830 — 3 травня 1890) — грецький юрист, депутат парламенту, журналіст, політичний діяч, один з «ранніх соціалістів Греції».

## Біографія
Роккос (Хараламбос) Хойдас народився 1830 року у першій столиці відродженої грецької держави, у місті Нафпліон. Його рід сягав старовинної аристократичної сім'ї, яка походила з острова Крит і мешкала близько 1500 року на острові Кефалонія, який знаходився під венеціанським правлінням, де у 1593 році вписали у «Libro d'oro» («Золоту книгу аристократичних пологів»). Батько, Димитріос Хойдас, у 1821 році воював у Молдово-Валахії у складі студентського Священного загону та вийшов живим з героїчної водночас і трагічної битви при Драгашані. Роккос Хойдас навчався на юридичному факультеті Афінського університету та продовжив навчання юриспруденції в Італії. Повернувшись до Греції на початку 1860 року працював юристом і взяв активну участь у Нафпліонському повстанні 1862 року проти абсолютизму короля Оттона. Повстання придушили, 19 його причинців, включно з другом Хойдаса Димитріосом Гривасом, втекли до Італії. Хойдас, який утік до Константинополя, зустрівся з Гривасом у Неаполі у травні 1862 року. Попри придушення повстання, всього через 8 місяців король Оттон був скинутий. Хойдас повернувся до країни та продовжив свою кар'єру. У квітні 1869 року його призначили прокурором і хоча він перебував на цій посаді лише кілька місяців, до липня, він зумів показати свої здібності в юриспруденції та ораторському мистецтві, зробивши його відомим.
У роки своєї кар'єри Хойдас із прагненням боровся проти організованого бандитизму, який був бичем Греції тих десятиліть, та за очищення суспільного життя. Розчарувавшись розмахом корупції, у 1874 році він подав у відставку із судових органів і з цього моменту розвивав політичну та журналістську діяльність.
У 1875 році, беручи участь на мітингу протесту проти беззаконня уряду Дімітріоса Вулгаріса, він посперечався словесно з депутатом парламенту Д. Стайкосом, який ображав народ, який зібрався. Перепалка переросла у дуель, під час якої Стайкос, як полковник у відставці, прострілив Хойдасу легеню. Протягом місяця Хойдас був на межі смерті, а біля його будинку щодня стояли юрби народу. Для уникнути заворушень, королівський двір запропонував послати його дочку, Пенелопу, на навчання до Швейцарії з королівською стипендією, а потім призначити її фрейліною королеви Ольги. Хойдас відмовився, викликавши повагу своїх соратників і ненависть монархістів.
18 липня 1875 року Хойдаса обрали депутатом парламенту від Кефалінії, а у 1883 році від Аттики. У парламенті відзначився своїм ораторським мистецтвом, але особливо своїм неприйняттям монархії. Однак голови парламенту подбали про те, щоб його промови не записували в протоколи засідань, щоб не засмутити монарха. В одній зі своїх промов у парламенті він дав собі ім'я кіноніст («κοινωνιστής»), від грецького слова кінонія (κοινωνία — суспільство), що латинською/французькою мовою означало соціаліст. У результаті нелегальні організації монархістів створювали йому перешкоди у передвиборчих кампаніях. У 1877 році (вперше) він подав у відставку з парламенту, заявляючи про скандал з судноплавною компанією з острова Сірос, і вимагаючи, щоб його послали туди прокурором. Його відставку не прийняли, але він не з'явився на черговому засіданні парламенту. Він з'явився на наступному засіданні, де викликав переполох, оголосивши Христа сином Йосипа та Марії, і був «майже вигнаний з парламенту». Зрідка з'являється інформація про те, що у 1878 році Хойдас взяв участь у грецьких повстаннях на османській території, які були викликані підписанням Сан-Стефанського мирного договору, який ігнорував інтереси Греції, і передбачав створення «Великої Болгарії», «яка», згідно Дакіну, «сама не доклала особливих зусиль для отримання своєї свободи», і включав в нову державу грецьких, з точки зору Греції та греків, міст Македонії та Західного Причорномор'я. Однак цю інформацію не вдається підкріпити авторитетними джерелами. У листопаді 1885 року Хойдас остаточно відмовився від місця депутата в парламенті, після того, як не пройшов його закон про «покарання розтратників державних грошей». Через кілька днів на нього було скоєно замах на сходинках перед входом до парламенту. Хойдас вказував як організатор на спроби начальника поліції Афін, Коккінопулоса. Його відставка не була прийнята, але він не повернувся до парламенту, продовжуючи боротьбу за демократію поза його стінами. У тому ж році він створив з депутатом Іконому «Народну партію» (λακκό κόμμα), яка, однак, незабаром була розпущена, і підтримав демократичні суспільства такі як «демократичне товариство Патр» і «соціалістичну лігу» Ставроса Каллергіса. Після чого він почав співпрацю Клеантісом Тріантафіллу у виданні політичного сатиричного журналу «Рамбагас».
Його ідеологія була протилежна політиці прем'єр-міністра Х. Трикупіса, що призвело до їхнього зіткнення. 4 вересня 1888 року Хойдас опублікував у «Рамбагасі» дві статті, які вважалися образою короля Георга та принца Костянтина.
Хойдаса заарештовали, за можливою згодою прем'єр-міністра Харілаоса Трикупіса, і постав перед судом у місті Амфіса, у травні 1889 року. Після його промови у суді, яка загалом тривала 24 години, і в процесі якої він звинувачував придворну камарилью та монархічні партії, Хойдаса засудили до трирічного ув'язнення у Халкіда. Трикупіс інформував Хойдаса, що його помилують, якщо заявить про свою вірність Конституції. Однак Хойдас вважав пропозицію принизливою та відмовився прийняти її. Пробувши рік у в'язниці з 3 до 15 травня 1890 року, Хойдас помер від тюремних поневірянь і в результаті загострень його рани. Відповідно до Великої ложі Греції, Роккос Хойдас був масоном.